# Jarmark Gryfitów

## Słupski Jarmark Wakacyjny
Słupski Jarmark Wakacyjny, dawniej zwany też jako Jarmark Gryfitów, a także Letni Jarmark Wakacyjny. Impreza odbywa się co weekend (w sobotę i niedzielę) przez całe wakacje na miejskich Bulwarach nad Słupią.
Organizowany jest od 1999 w sezonie letnim w Słupsku, przy udziale Muzeum Pomorza Środkowego. Podczas jarmarku odbywa się handel starociami, numizmatami, biżuterią, wyrobami bartniczymi, rękodziełem artystycznym, itp., a także organizowane są koncerty, występy artystyczne oraz pokazy walk średniowiecznych. Stoiska kupieckie rozmieszczone są na placu przed Spichlerzem Richtera w pobliżu zespołu zamkowego w Słupsku. 
Od 2020 roku, organizację Jarmarku przejął Wydział Współpracy i Promocji Urzędu Miejskiego w Słupsku, zmieniając jego nazwę na Słupski Jarmark Wakacyjny. W związku z przebudową Bulwarów nad Słupią, w latach 2020-2022 Jarmark odbywał się wyłącznie na ulicy Nowobramskiej. W 2023 roku stoiska z rękodziełem i lokalnymi przysmakami, a także innymi rzeczami stanęły w dwóch miejscach - na ulicy Nowobramskiej i na Bulwarach nad Słupią - koło Baszty Czarownic, w miejscu gdzie przed przebudową odbywał się Jarmark Gryfitów. Od 2024 roku wszystkie stoiska powróciły na miejskie bulwary